# چانگ یونگ-هوان
چانگ یونگ-هوان (انگلیسی: Chung Yong-hwan; ۱۰ فوریهٔ ۱۹۶۰ – ۷ ژوئن ۲۰۱۵) بازیکن فوتبال اهل کره جنوبی بود.
از باشگاه‌هایی که در آن بازی کرده‌است می‌توان به باشگاه فوتبال بوسان ای‌پارک اشاره کرد.
وی همچنین در تیم‌های ملی فوتبال زیر ۲۰ سال کره جنوبی، کره جنوبی ب و کره جنوبی بازی کرده‌است.
وی در مسابقات کشوری و بین‌المللی در مجموع برندهٔ ۱ مدال طلا، ۱ مدال نقره، ۱ مدال برنز شده‌است.